# Maria Gaetana Agnesi
Maria Gaetana Agnesi   (Milà, 16 de maig de 1718 - Milà, 9 de gener de 1799) fou una matemàtica milanesa, i després teòloga, que es va distingir per la seva precocitat com a poliglota i polemista il·lustrada. Per a la història de les matemàtiques, Agnesi és important per la seva influència en la divulgació del càlcul diferencial. També és un dels personatges més citats en les reflexions sobre el paper històric de la dona en les matemàtiques, juntament amb Hipàcia.

## Biografia
Maria Gaetana Agnesi nasqué en una família nombrosa, fins a 20 germans, i el seu pare era Pietro Agnesi, un comerciant de seda. Una de les seves germanes, Maria Teresa Agnesi, va ser una compositora i clavecinista reconeguda. Quan tenia set anys dominava el francès, el llatí, el grec i l'hebreu, i a l'edat de 9 anys va publicar un discurs en llatí en defensa de l'educació elevada per a les dones. Durant la seva adolescència, va estudiar privadament les matemàtiques de Descartes, Newton, Leibniz i Euler. Va ser rebuda en reunions matemàtiques i científiques organitzades pel seu pare en què va causar sensació per la seva precocitat. La religió va anar sempre de la mà amb la seva formació científica, influint en la seva vida i convertint-la en una dona profundament devota.
Ja el 1727, va adreçar una oració als patricis reunits al saló del seu pare, advocant per l'educació de les dones.
L'any 1749, el papa Benet XIV la va premiar amb una medalla d'or, i a l'any següent la va proposar per ensenyar matemàtiques a la universitat de Bolonya, un fet excepcional en aquella època ja que les dones ni tan sols tenien permès anar a la universitat. Tot i això, Agnesi va declinar la designació i després de la mort del seu pare, dos anys més tard, va abandonar completament el seu treball científic per dedicar-se a l'estudi teològic. Agnesi consagrà els darrers quaranta-set anys de la seva vida a la cura de dones malaltes o moribundes al Pio Albergo Tribulzio de Milà, on morí l'any 1799.

## Obra
Agnesi és coneguda pel seu treball en el camp del càlcul diferencial. A l'edat de 20 anys va publicar les Propositiones Philosophicae, un tractat sobre filosofia dividit en 171 tesis. Durant la dècada següent, va treballar en el seu llibre de matemàtiques en dos volums, Instituzioni analítiche ad uso della gioventù italiana, que es va publicar finalment el 1748 i que estava fortament influenciat per l'Analyse démontrée de Charles René Reyneau. A aquest manual, se li atribueix haver estat el primer llibre de text que va tractar conjuntament el càlcul diferencial i el càlcul integral. El volum 1 tracta de l'àlgebra i de les matemàtiques prèvies al càlcul, i el volum 2 aborda el càlcul diferencial i integral, les sèries infinites i les equacions diferencials. Traduïdes a l'anglès i al francès, les Instituzioni van tenir un gran impacte en l'ensenyament, ja que englobaven materials dispersos i heterogenis de matemàtics anteriors, mostrant per primera vegada una seqüència lògica i didàctica des de l'àlgebra fins a les equacions diferencials.
Els seus llibres de text inclouen un tractament de la corba cúbica, actualment coneguda com "la bruixa d'Agnesi" (en aquest cas, la paraula bruixa és, de fet, una mala traducció fruit de la confusió dels termes en italià versiera (corba) i avversiera (contrària a Déu). Les Instituzioni van rebre elogis immediats, i l'Acadèmia de Ciències de Bolonya la va escollir com a membre.